# Le Service à thé
Le Service à thé est une nature morte de Claude Monet peinte en 1872 à Argenteuil.

## Contexte
Claude Monet est rentré de Hollande à l'automne 1871 avec sa femme Camille et son fils Jean. Ils logent d'abord à Paris, alors que les troubles de la Commune sont encore récents. Ils cherchent à s'installer plus au calme et surtout pour un loyer raisonnable. Manet le met en relation avec une connaissance qui a des biens à louer à Argenteuil et, l'affaire conclue, Monet y emménage en famille dans une maison dotée d'un local en appentis permettant d'y aménager un atelier. 
Il travaille à Argenteuil essentiellement en plein air, mais il réalise également quelques natures mortes en intérieur dont Le Service à thé.

## Composition du tableau
Ce tableau est construit selon la règle des trois plans (au premier, les blancs, au second, le sujet lui-même et les verts, et au troisième, le fond). Monet met particulièrement en évidence son savoir-faire à la fois dans le rendu des matières (laque du plateau, porcelaine du service, plis et structure de la nappe, métal de la cuillère, velouté des feuilles de sauge) et dans celui de la lumière, par une utilisation maîtrisée des blancs. La restitution des reflets fait l'objet d'un travail minutieux qui contraste avec celui, sommaire, du fond, tandis que la nappe est utilisée pour la mise en perspective. Le peintre concentre ainsi l'attention sur le deuxième plan du tableau. 

## Devenir de l'œuvre
Rapidement acheté par Durand-Ruel, le tableau participe à la première exposition de peinture impressionniste à New York en 1886 et appartient ensuite à des collectionneurs privés tout en participant à des expositions aux États-Unis, en Russie, en Grande-Bretagne et en France. Il a été légué à une fondation qui l'expose dorénavant au Musée d'Art de Dallas.